# Mesophylax morettii
Mesophylax morettii là một loài Trichoptera trong họ Limnephilidae. Chúng phân bố ở miền Cổ bắc.